# Государственная семенная инспекция Российской Федерации
Государственная семенная инспекция Российской Федерации (Госсеминспекция России) — реорганизованное государственное учреждение, осуществлявшее в РСФСР, позднее — в России до 2007 года сортовой и семенной контроль посевов и семян сельскохозяйственных растений. Также представляло Россию в Международной ассоциации тестирования семян (en:International Seed Testing Association).
Осуществляло методическое руководство, координирование и регламентирование деятельности 76-ти Госсеминспекций субъектов России. На 2006 год входили в качестве филиалов 1682 городские, районные и межрайонные лаборатории.

## История
14 декабря 1877 года учёным-ботаником А. Ф. Баталиным открыта первая в Российской империи станция испытания семян при императорском ботаническом саде в городе Санкт-Петербурге. По аналогии в царской России и впоследствии СССР создавались контрольно-семенные лаборатории (станции).
Создана в 1969 году по распоряжению Совета Министров РСФСР путём реорганизации более чем 3000 контрольно-семенных лабораторий (станций), входивших в то время в состав Госсеминспекции СССР с 1921 года.
В 1991 году Госсеминспекции отнесены к объектам федеральной собственности, чтобы не допустить их приватизацию. Международный банк реконструкции и развития с 1995 года включал Госсеминспекции в приоритетные проекты технического переоснащения. С 2004 года — статус федерального госучреждения.
В соответствии с Указом № 314 «О системе и структуре федеральных органов исполнительной власти» Президента России от 09.03.2004 года, стало невозможно совмещение функций контроля и надзора с оказанием государственных услуг. В результате семь учреждений Госсеминспекции Постановлением № 754 Правительства Российской Федерации от 08.12.2004 года (приложение 2) переданы в ведение Россельхознадзора, за которым закреплено проведение надзора и контроля в сфере семеноводства. Все остальные Госсеминспекции Распоряжением № 566-Р Правительства Российской Федерации от 05.05.2007 года объединены в Россельхозцентр с филиалами в 78-ти субъектах России, подведомственное Минсельхозу России, за которыми оставлено оказание государственных услуг в области растениеводства. Россельхозцентр является преемником государственной семенной инспекции

## Руководство
- К. А. Клочкова
- В. Я. Лобанов
- Иван Гаврилович Леурда
- К. А. Морозова
- В. Ф. Абрамов
- К. П. Приходько
- К. М. Леонтьева
- В. С. Абрамов
- Т. П. Кокина
- Александр Михайлович Малько